# Marlot Meddens
Marlot Meddens (Sassenheim, 21 april 1989) is een voormalig tennisspeelster uit Nederland.

## Posities op deWTA-ranglijst
Positie per einde seizoen:
| jaar | rang enkelspel | rang dubbelspel |
| ---- | -------------- | --------------- |
| 2005 | 949            | –               |
| 2006 | 670            | 486             |
| 2007 | 723            | 788             |
| 2008 | 345            | 368             |
| 2009 | 406            | 336             |
| 2010 | 1085           | 757             |

## Palmares

### WTA-finaleplaatsen enkelspel
geen

### WTA-finaleplaatsen dubbelspel
geen

### Gewonnen ITF-toernooien enkelspel
| nr. | finale     | toernooi     | dotatie  | tegenstandster in finale | score         |
| --- | ---------- | ------------ | -------- | ------------------------ | ------------- |
| 1.  | 2006-09-10 | Enschede     | $ 10.000 | Stéphanie Vongsouthi     | 6-2, 6-3      |
| 2.  | 2008-06-01 | Braga        | $ 10.000 | Viky Núñez Fuentes       | 7-5, 6-2      |
| 3.  | 2008-08-24 | Enschede     | $ 10.000 | Sandra Soler Sola        | 7-5, 6-3      |
| 4.  | 2008-10-05 | Sandanski    | $ 10.000 | Leonie Mekel             | 3-6, 6-3, 6-3 |
| 5.  | 2008-10-12 | Thessaloniki | $ 10.000 | Dalia Zafirova           | 6-1, 6-0      |

### Gewonnen ITF-toernooien dubbelspel
| nr. | finale     | toernooi       | dotatie  | partner             | tegenstandsters in finale                  | score          |
| --- | ---------- | -------------- | -------- | ------------------- | ------------------------------------------ | -------------- |
| 1.  | 2006-09-10 | Enschede       | $ 10.000 | Pauline Wong        | Guo Xuanyu Zhou Yimiao                     | 7-6, 6-2       |
| 2.  | 2006-11-25 | Ramat Hasjaron | $ 10.000 | Nicole Thijssen     | Anastasia Poltoratskaya Yulia Solonitskaya | 6-3, 6-1       |
| 3.  | 2007-12-02 | Vallduxo       | $ 10.000 | Chayenne Ewijk      | Alexis Prousis Lucia Sainz-Pelegri         | 6-4, 6-4       |
| 4.  | 2008-03-29 | Tessenderlo    | $ 25.000 | Daniëlle Harmsen    | Olga Brózda Maria Kondratjeva              | 6-4, 6-4       |
| 5.  | 2008-06-14 | Lenzerheide    | $ 10.000 | Michelle Gerards    | Alice Balducci Lisa Sabino                 | 6-0, 6-3       |
| 6.  | 2009-04-10 | Foggia         | $ 10.000 | Kristina Mladenovic | Anastasia Grymalska Lara Meccico           | 7-6, 6-0       |
| 7.  | 2009-05-01 | Brescia        | $ 10.000 | Iryna Boerjatsjok   | Elena Pioppo Lisa Sabino                   | 6-4, 2-6 12-10 |
| 8.  | 2009-09-26 | Telavi         | $ 25.000 | Chayenne Ewijk      | Tatia Mikadze Manana Shapakidze            | 6-2, 6-4       |
| 9.  | 2010-04-11 | Hvar           | $ 10.000 | Nicole Thijssen     | Leonie Mekel Stephanie Vogt                | 6-4, 6-1       |

### Gewonnen juniorentoernooien enkelspel
| nr. | finale     | toernooi | categorie | tegenstandster in finale | score    |
| --- | ---------- | -------- | --------- | ------------------------ | -------- |
| 1.  | 2006-02-25 | Almere   | 4         | Arantxa Rus              | 6-3, 6-1 |

### Gewonnen juniorentoernooien dubbelspel
| nr. | finale     | toernooi             | categorie | partner           | tegenstandsters in finale            | score         |
| --- | ---------- | -------------------- | --------- | ----------------- | ------------------------------------ | ------------- |
| 1.  | 2004-08-15 | Den Haag             | 4         | Melissa Ravestein | Inga Beermann Tracy Castillo         | 4-6, 6-2, 7-5 |
| 2.  | 2004-12-31 | Sint-Katelijne-Waver | 5         | Anouk Tigu        | Tiffany Cornelius Tatiana Cutrona    | 5-2, opg.     |
| 3.  | 2005-02-26 | Almere               | 4         | Arantxa Rus       | Stefania Boffa Tatiana Cutrona       | 6-3, 6-1      |
| 4.  | 2005-07-04 | Castricum            | 2         | Anouk Tigu        | Andreea Văideanu Erika Zanchetta     | 6-3, 6-4      |
| 5.  | 2005-07-17 | Hillegom             | 4         | Anouk Tigu        | Babs van Kampen Nicolette van Uitert | 7-6, 6-4      |
| 6.  | 2005-08-13 | Porto                | 4         | Maria Guerreiro   | Elana Agranovich Chen Astrogo        | 7-6, 6-4      |
| 7.  | 2005-08-28 | Sint-Katelijne-Waver | 3         | Anouk Tigu        | Babs van Kampen Nicolette van Uitert | 6-3, 6-1      |
| 8.  | 2006-03-11 | Esch-sur-Alzette     | 2         | Anouk Tigu        | Ana Veselinović Nataša Zorić         | 7-5, 6-3      |